# Марк Фабий Амбуст (трибун)
Вижте пояснителната страница за други личности с името Марк Фабий Амбуст.
Марк Фабий Амбуст (на латински: Marcus Fabius Ambustus) e политик на Римската република през 4 век пр.н.е.

## Биография
Произлиза от патрицианската фамилия Фабии и е син на Кезо Фабий Амбуст (военен трибун през 404, 401, 395 и 390 пр.н.е.).
През 381 и 369 пр.н.е. Марк е консулски военен трибун. Той частва в класовите борби, които завършват с това, че плебеите получават право да стават консули.
По-малката му дъщеря Фабия Младша се омъжва за плебея Гай Лициний Столон и се оплаква от загуба на престижа си пред баща си. Впоследствие през 376 пр.н.е. Марк Фабий подкрепя зет си и Луций Секстий Латеран при заявката на Leges Liciniae Sextiae (Закони на Лициний и Секстий), които накрая се приемат през 367 пр.н.е. Така плебеите получават право да бъдат допуснати до най-високи служби.
Другата му дъщеря Фабия Старша е омъжена за Сервий Сулпиций Претекстат (консулски военен трибун 377, 376, 370 и 368 пр.н.е.).
През 363 пр.н.е. Фабий е вероятно цензор заедно с Луций Фурий Медулин.